# 六十一人叛徒集団事件
六十一人叛徒集団事件（ろくじゅういちにんはんとしゅうだんじけん）は、国民党との闘争期におこなわれた中国共産党員の偽装転向による出獄工作に関して文化大革命期に反党分子として弾劾した冤罪事件。康生や四人組などが主導し、当該工作に関わった国家主席の劉少奇を失脚させようとしたものと言われている。

## 出獄工作
1935年、中国共産党は天津に省党委員会（中央北方局の前身）を設立したもののまもなく国民党に潰され、多くの幹部が逮捕され人員不足に陥った。このため、獄中の党員を監獄規定の釈放手続きに基づき釈放するよう劉少奇（当時中央北方局書記）と柯慶施が張聞天（当時党中央総書記）に提案し、党中央は承認をした。政治的、組織的全責任は党中央が負うことを保証し、獄中の党員にはこの決定に従って反共声明（転向）を地元紙に掲載させ、出獄させると党の業務に就かせた。この工作で薄一波・劉瀾濤・安子文・楊献珍・周仲英ら61人が出獄し、1945年の第7回党大会ではこの中から代表として選出された12人について代表資格に問題はないと認め、中華人民共和国の建国後も文革以前にこの工作が問題とされたことはなかった。

## 「叛徒」認定へ
1966年8月、第8期11中全会終了直後に、劉少奇を批判するため康生が取り上げ問題視した。9月には毛沢東への私信で「長年にわたって、劉少奇同志が安子文や薄一波らを自首出獄させた決定に疑問を持っている」と報告した。劉瀾濤は当時中央西北局第一書記だったが、紅衛兵の批判大会に連れ出されたため周恩来に連絡が回り、周恩来は当時の党中央が承知していたと擁護し毛沢東もこれに承認を与えた。
しかし、康生が顧問を務める中央文革小組は「安子文が反党であり、彼ら変節分子の反党の首謀者は劉少奇である」「安子文と薄一波、劉瀾濤らが組織部、監察委員会など主要部門の権力を掌握し、ブルジョワ独裁をおこなった」と紅衛兵と世論を扇動した。病気療養のため広州に避難した薄一波はすぐさま北京に連れ戻されている。
1967年3月16日、党中央は「薄一波、劉瀾濤、安子文、楊献珍らの自主変節問題に関する初歩的調査」を発行し、裏切り者であると決定した。同年2月に人民解放軍の長老らが文革を批判して逆に毛沢東の非難を浴び失脚した二月抗争と共に、劉少奇を更なる窮地に追い込むことになった。

## 名誉回復
文革終了後の1978年11月20日、党中央は六十一人事件の再調査報告を行い、叛徒集団など存在せず、誤ったものであったとし、第11期3中全会までに正式に名誉回復がされた。